# لوکاس لیما
لوکاس رافائل آرائوژو لیما (پرتغالی: Lucas Rafael Araújo Lima؛ زادهٔ ۹ ژوئیهٔ ۱۹۹۰) بازیکن فوتبال اهل برزیل است که در پست هافبک هجومی برای پرسپولیس تهران بازی می کند
از باشگاه‌هایی که در آن بازی کرده‌است می‌توان به، اینترناسیونال و سانتوس اشاره کرد.
وی همچنین در تیم ملی فوتبال برزیل بازی کرده‌است.